# Marie-France Planèze
Marie-France Planèze est une actrice française.

## Filmographie
- 1947 : Les Maris de Léontine de René Le Hénaff
- 1952 : Le Jugement de Dieu de Raymond Bernard : Marie
- 1953 : Horizons sans fin de Jean Dréville : Geneviève Gaudin
- 1955 : Un missionnaire de Maurice Cloche : Geneviève